# العلاقات المجرية الليتوانية
العلاقات المجرية الليتوانية هي العلاقات الثنائية التي تجمع بين المجر وليتوانيا.

## مقارنة بين البلدين
هذه مقارنة عامة ومرجعية للدولتين:
| وجه المقارنة                                              | المجر                                                       | ليتوانيا                                                    |
| --------------------------------------------------------- | ----------------------------------------------------------- | ----------------------------------------------------------- |
| المساحة (كم2)                                             | 93.04 ألف                                                   | 65.30 ألف                                                   |
| عدد السكان (نسمة)                                         | 9.78 مليون                                                  | 2.79 مليون                                                  |
| الكثافة السكانية (ن./كم²)                                 | 105.12                                                      | 42.73                                                       |
| العاصمة                                                   | بودابست                                                     | فيلنيوس، كاوناس                                             |
| اللغة الرسمية                                             | لغة مجرية                                                   | اللغة الليتوانية                                            |
| العملة                                                    | فورنت مجري                                                  | ليتاس ليتواني، يورو                                         |
| الناتج المحلي الإجمالي (بليون دولار)                      | 139.14 مليار                                                | 47.17 مليار                                                 |
| الناتج المحلي الإجمالي (تعادل القوة الشرائية) بليون دولار | 260.42 مليار                                                | 84.06 مليار                                                 |
| الناتج المحلي الإجمالي الاسمي للفرد دولار أمريكي          | 12.36 ألف                                                   | 14.15 ألف                                                   |
| الناتج المحلي الإجمالي للفرد دولار أمريكي                 | 25.07 ألف                                                   | 27.69 ألف                                                   |
| مؤشر التنمية البشرية                                      | 0.828                                                       | 0.839                                                       |
| رمز المكالمات الدولي                                      | +36                                                         | +370                                                        |
| رمز الإنترنت                                              | .hu                                                         | .lt                                                         |
| المنطقة الزمنية                                           | ت ع م+01:00، ت ع م+02:00، أوروبا/بودابست ‏، توقيت وسط أوروبا | ت ع م+02:00، ت ع م+03:00، أوروبا/فيلنيوس ‏، توقيت شرق أوروبا |

## مدن متوأمة
في ما يلي قائمة باتفاقيات التوأمة بين مدن مجرية وليتوانية:
- ترتبط بودابست مع فيلنيوس باتفاقية توأمة منذ 19 مايو 2008.[16][16][16][16]
- ترتبط دبرتسن مع كلايبيدا باتفاقية توأمة منذ 1970.[17][17][17][17]
- ترتبط هدمزوفازارهلي مع Kelmė [الإنجليزية]‏ باتفاقية توأمة منذ 2001.
- ترتبط كوسيغ مع بريناي باتفاقية توأمة منذ 1995.

## منظمات دولية مشتركة
يشترك البلدان في عضوية مجموعة من المنظمات الدولية، منها:
| علم المنظمة | اسم المنظمة                               | تاريخ انضمام المجر | تاريخ انضمام ليتوانيا |
| ----------- | ----------------------------------------- | ------------------ | --------------------- |
|             | الاتحاد الأوروبي                          | 1 مايو 2004        | 1 مايو 2004           |
|             | وكالة ضمان الاستثمار متعدد الأطراف        | 21 أبريل 1988      | 8 يونيو 1993          |
|             | منظمة التعاون الاقتصادي والتنمية          | 7 مايو 1996        | 5 يوليو 2018          |
|             | الأمم المتحدة                             | 14 ديسمبر 1955     | 17 سبتمبر 1991        |
|             | مركز تنسيق الحركة في أوروبا ‏              | ?                  | ?                     |
|             | منظمة حظر الأسلحة الكيميائية              | ?                  | ?                     |
|             | منظمة التجارة العالمية                    | 1995               | ?                     |
|             | منظمة الشرطة الجنائية الدولية             | ?                  | ?                     |
|             | منظمة الأمن والتعاون في أوروبا            | 25 يونيو 1973      | 10 سبتمبر 1991        |
|             | مؤسسة التنمية الدولية                     | 29 أبريل 1985      | 23 سبتمبر 2011        |
|             | حلف شمال الأطلسي                          | 12 مارس 1999       | 29 مارس 2004          |
|             | يونسكو                                    | 14 سبتمبر 1948     | 7 أكتوبر 1991         |
|             | مجلس أوروبا                               | 6 نوفمبر 1990      | ?                     |
|             | Strategic Airlift Capability ‏             | ?                  | ?                     |
|             | الاتحاد البريدي العالمي                   | ?                  | ?                     |
|             | البنك الدولي للإنشاء والتعمير             | 7 يوليو 1982       | 6 يوليو 1992          |
|             | اتفاقية السماوات المفتوحة                 | ?                  | ?                     |
|             | الاتحاد الدولي للاتصالات                  | 1866               | 1 يوليو 1923          |
|             | مؤسسة التمويل الدولية                     | 29 أبريل 1985      | 15 يناير 1993         |
|             | المنظمة الأوروبية لسلامة الملاحة الجوية   | 1992               | 2006                  |
|             | المركز الدولي لتسوية المنازعات الاستشارية | 6 مارس 1987        | 5 أغسطس 1992          |
|             | مجموعة الموردين النوويين                  | ?                  | ?                     |

## أعلام
هذه قائمة لبعض الشخصيات التي تربطها علاقات بالبلدين:
- لويس الثاني ملك المجر (1 يوليو 1506 – 29 أغسطس 1526)
- مايكل بولاني (11 مارس 1891[26] – 22 فبراير 1976[27][26][28])
- يانوش زابوليا (2 فبراير 1487 – 17 يوليو 1540)

## وصلات خارجية
- موقع وزارة الخارجية المجرية
- موقع وزارة الخارجية الليتوانية